# Eugène Marijnissen

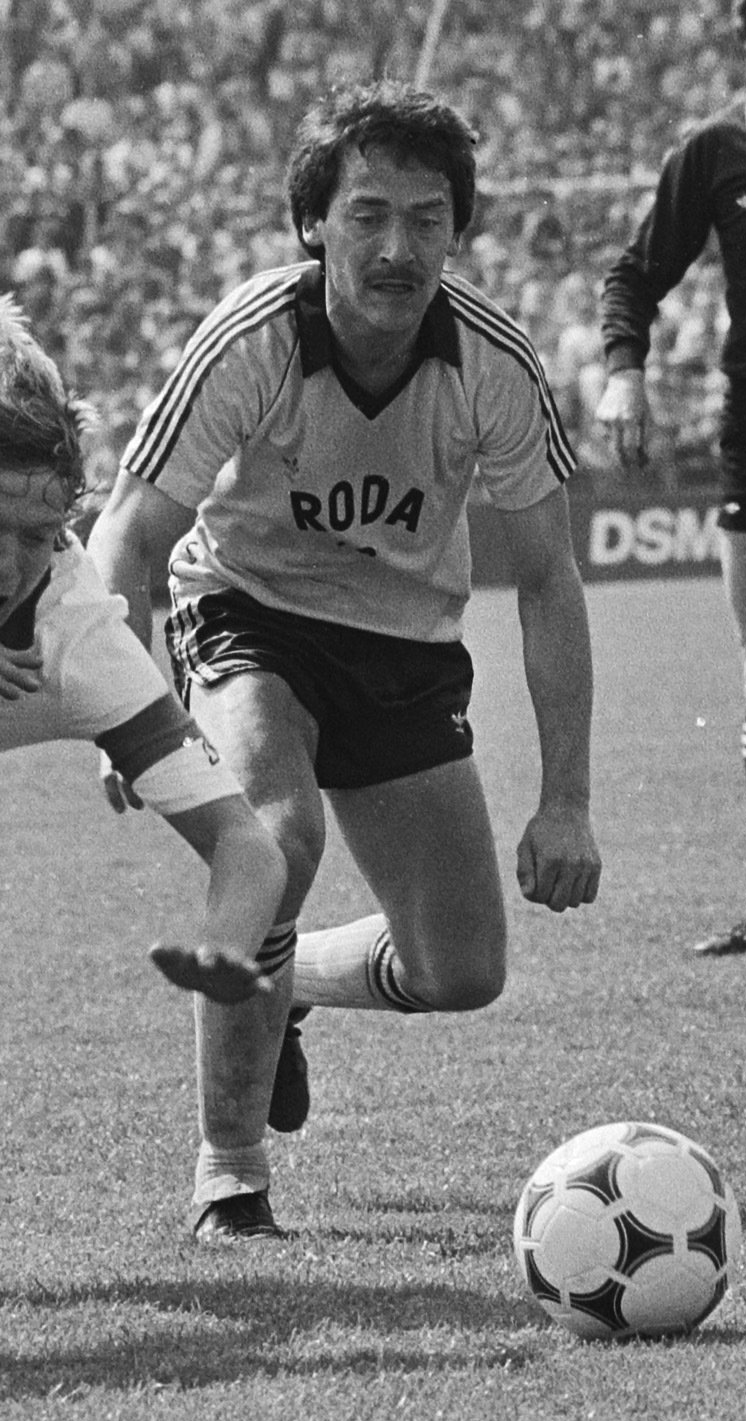
Eugène Marijnissen as speler van Roda JC in 1982

Eugène (Eus) Marijnissen (Uden, 28 februari 1955) is een Nederlands voormalig voetballer en jeugdinternational en nadien voetbaltrainer.

## Loopbaan
In de jeugd kwam hij uit voor RKSV Volkel en UDI '19. Marijnissen speelde van 1972/73 t/m 1979/80 voor N.E.C., van 1980/81 t/m 1984/85 voor Roda JC en in seizoen 1985/86 voor SBV Vitesse. Zijn positie was middenvelder waarbij hij opviel door zijn loop- en scorend vermogen. Door een meniscusblessure en daaropvolgende operatie met complicaties kwam een einde aan zijn carrière. In 1975, tijdens zijn dienstplicht, speelde Marijnissen in het Nederlands militair elftal dat een zilveren medaille behaalde op de Militaire Wereldkampioenschappen.
Hierna werd Marijnissen trainer en begon in de jeugdopleiding van Vitesse. Hij werkte als hoofdtrainer bij VV UNA (1999-2001), UDI '19 (2001-2004), Theole (2004-2006), O.S.S.’20 (2006-2007), De Treffers (2007-2009), ODC (2009-2011), SC Bemmel (2011-2013) en DIO '30 (2013-2016). Vanaf de zomer van 2016 was hij trainer van NWC. Daar stopte hij in januari 2017. Een maand later werd Marijnissen trainer van RKVV DESO maar na 4 nederlagen werd hij eind maart ontslagen. In het seizoen 2017/2018 was Marijnissen hoofdtrainer bij FC Uden en ging daarna plaatsgenoot FC de Rakt trainen. Daarnaast was hij vestigingsmanager bij Meeùs.